# علم جزر الأنتيل الهولندية

علم حاكم جزر الأنتيل الهولندية منذ عام 1986

علم جزيرة بونير

علم جزيرة كوراساو

علم جزيرة سابا

علم جزيرة سانت أوستاتيوس

علم جزيرة سانت مارتن

أعتمد علم جزر الأنتيل الهولندية في 1 كانون الثاني - يناير من سنة 1986 ويتكون العلم من خلفية باللون الأبيض وشريطين بصورة ذات شكل متصالب أحدهما عمودي باللون الأحمر والأخر أفقي باللون الأزرق ويوجد في الشريط الأزرق خمسة نجوم خماسية الشكل باللون الأبيض.

## معنى النجوم
- ★ النجوم: ترمز إلى الجزر الخمسة الرئيسية المكونة للبلاد وهن بونير، كوراساو، سابا، سانت أوستاتيوس وسانت مارتن.

## أعلام سابقة

العلم المستخدم في جزر الأنتيل الهولندية مابين عامي 1959 - 1986.
علم حاكم جزر الأنتيل الهولندية مابين عامي 1959- 1986.